# Rifugio Giovannino Sapienza
Il rifugio C.A.I. Giovanni Sapienza è un ex rifugio alpino situato a quota 1.910 metri s.l.m. sul versante meridionale dell'Etna, nel territorio del comune di Nicolosi (CT). Costituisce di fatto la base della stazione sciistica di Etna Sud, posto al termine della strada che risale il versante sud-est dell'Etna dal catanese con gli impianti di risalita che dipartono al suo fianco con la Funivia dell'Etna. 
Progettato durante il periodo fascista e realizzato nel secondo dopoguerra da parte del Club Alpino Italiano (CAI) Sezione di Catania, oggi è utilizzato come albergo. Ha più volte rischiato di essere travolto dalle eruzioni dell'Etna le cui colate laviche lo hanno spesso lambito senza però mai distruggerlo, come accaduto invece per gli impianti di risalita, poi sempre ricostruiti.

## Storia
La costruzione venne decisa nel 1936 per sostituire la Casa Cantoniera che aveva funzionato, anche come rifugio, dalla fine del XIX secolo.
I soci del C.A.I. di Catania decisero di costruire un nuovo rifugio da utilizzare dagli appassionati di alpinismo per le loro escursioni al cratere centrale dell’Etna e in inverno per la pratica dello sci alpino e di quello di fondo.
Il progetto redatto dall’ing. Oliviero Scuto prevedeva 42 posti letto ed un ristorante per altrettante persone.
Solo nel 1947 si giunse alla costruzione, quando una donazione del fratello del socio Giovanni Sapienza morto durante la Seconda guerra mondiale, consentì di avere a disposizione la somma occorrente. 
Il rifugio venne inaugurato il 14 dicembre 1947 e intitolato al socio scomparso in guerra e dalla cui famiglia era giunta la congrua donazione. Il rifugio venne dato in gestione alla guida Vincenzino Barbagallo che lo gestì per oltre due lustri. Tra gli anni cinquanta e sessanta fu oggetto di diverse modifiche e ampliamenti. Dopo una serie di cambi di gestione, il C.A.I. decise di cedere la gestione del rifugio a una società privata che lo trasformò in albergo e ristorante.

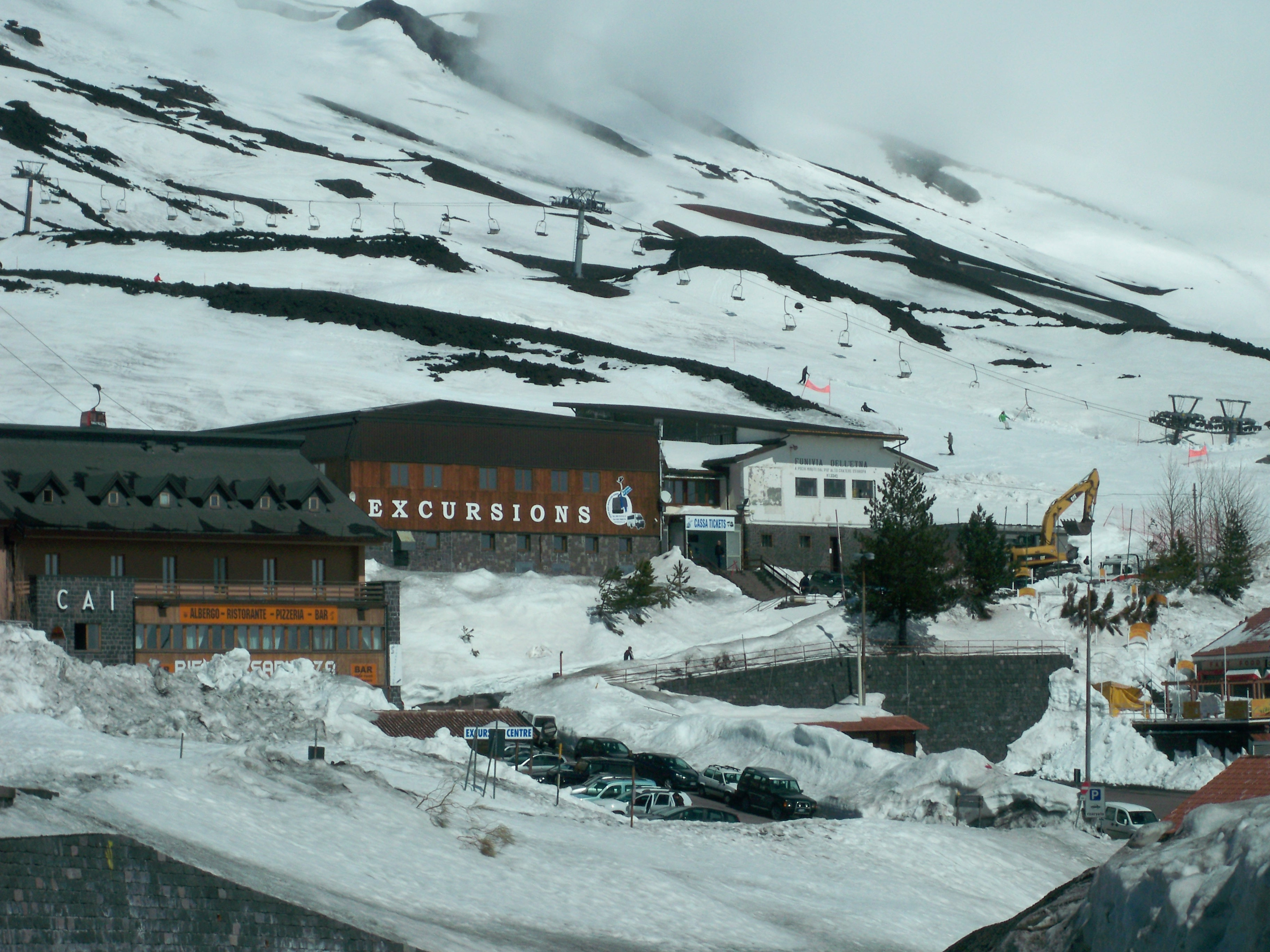
Il Rifugio d'inverno

## Ciclismo
A partire dal 1967 il rifugio ha ospitato diversi arrivi di tappa al Giro d'Italia:
| Edizione | Tappa | Percorso       | km  | Vincitore di tappa |
| -------- | ----- | -------------- | --- | ------------------ |
| 1967     | 7ª    | Catania > Etna | 198 | Franco Bitossi     |
| 1989     | 2ª    | Catania > Etna | 195 | Acácio da Silva    |
| 2011     | 8ª    | Messina > Etna | 179 | Alberto Contador   |
| 2017     | 4ª    | Cefalù > Etna  | 181 | Jan Polanc         |
| 2022     | 4ª    | Avola > Etna   | 172 | Lennard Kämna      |

## Voci correlate

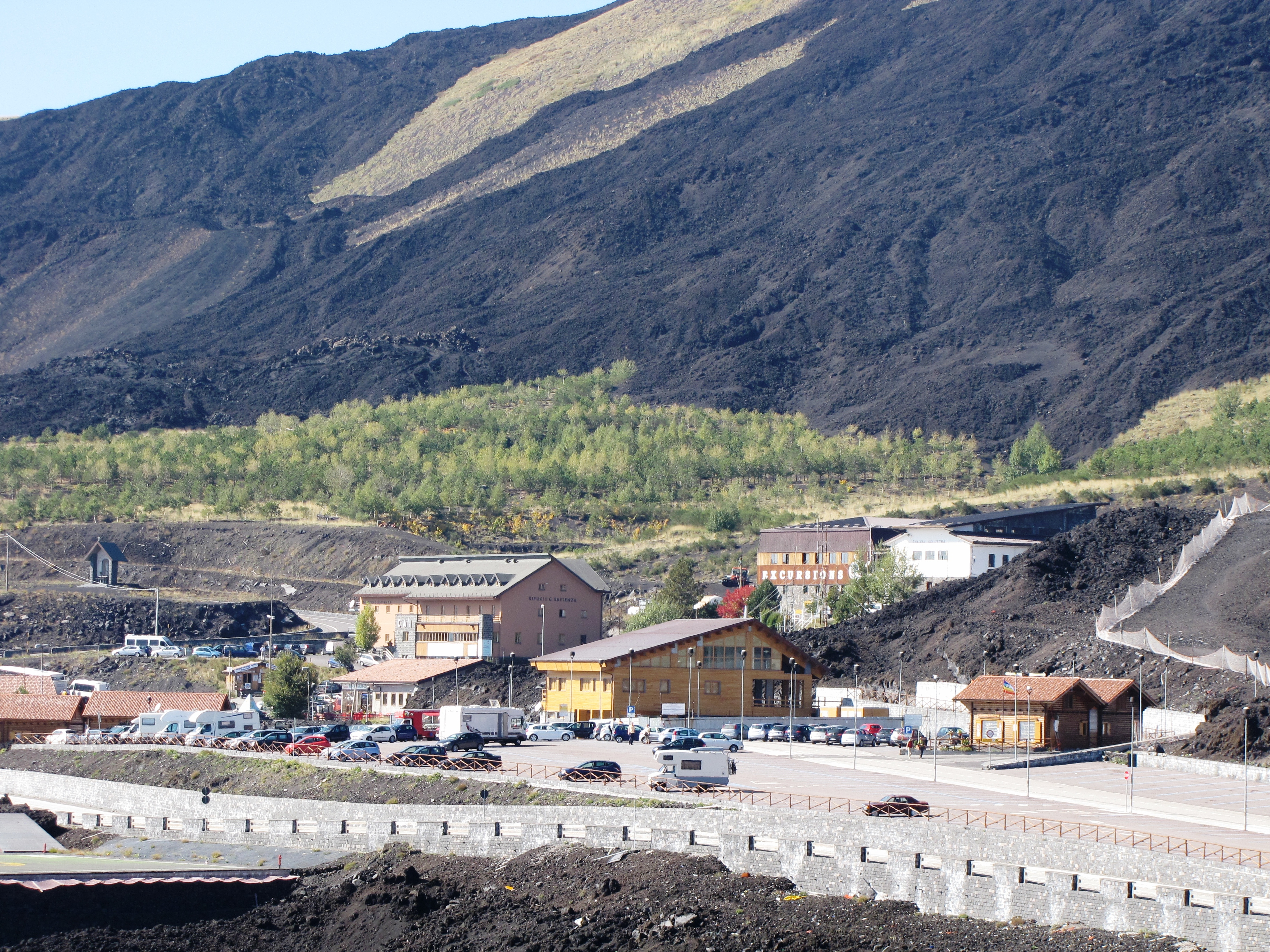
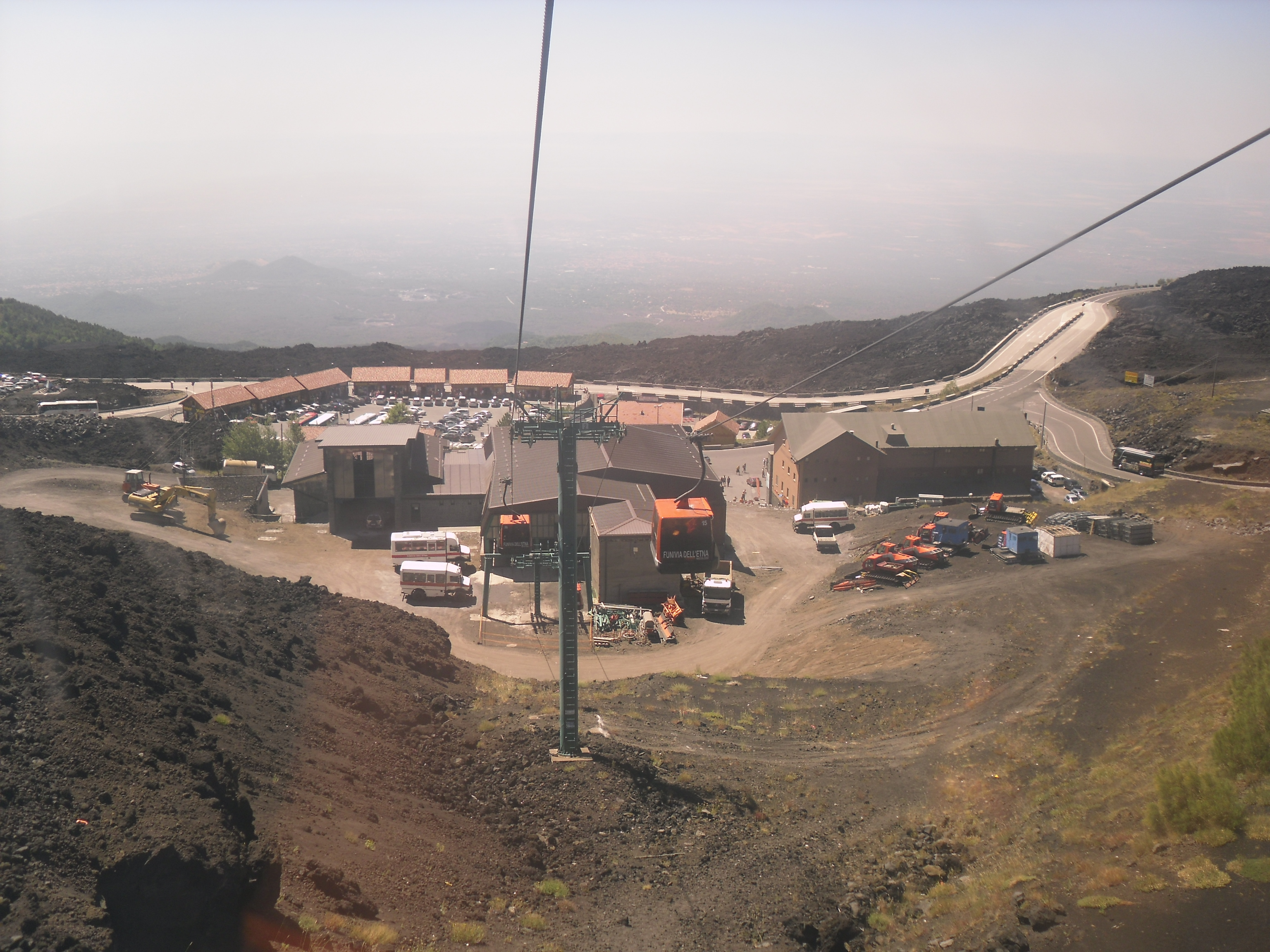
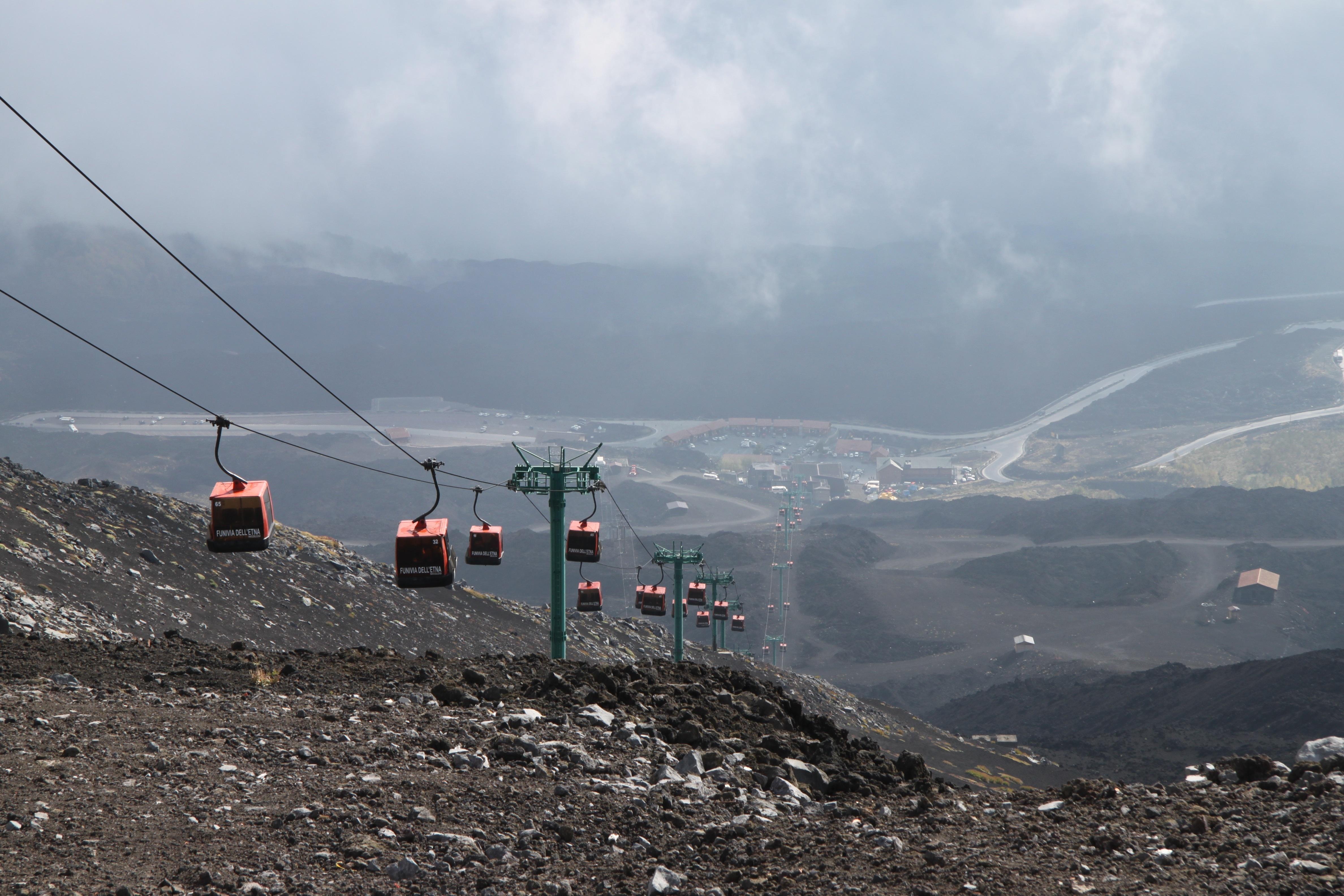
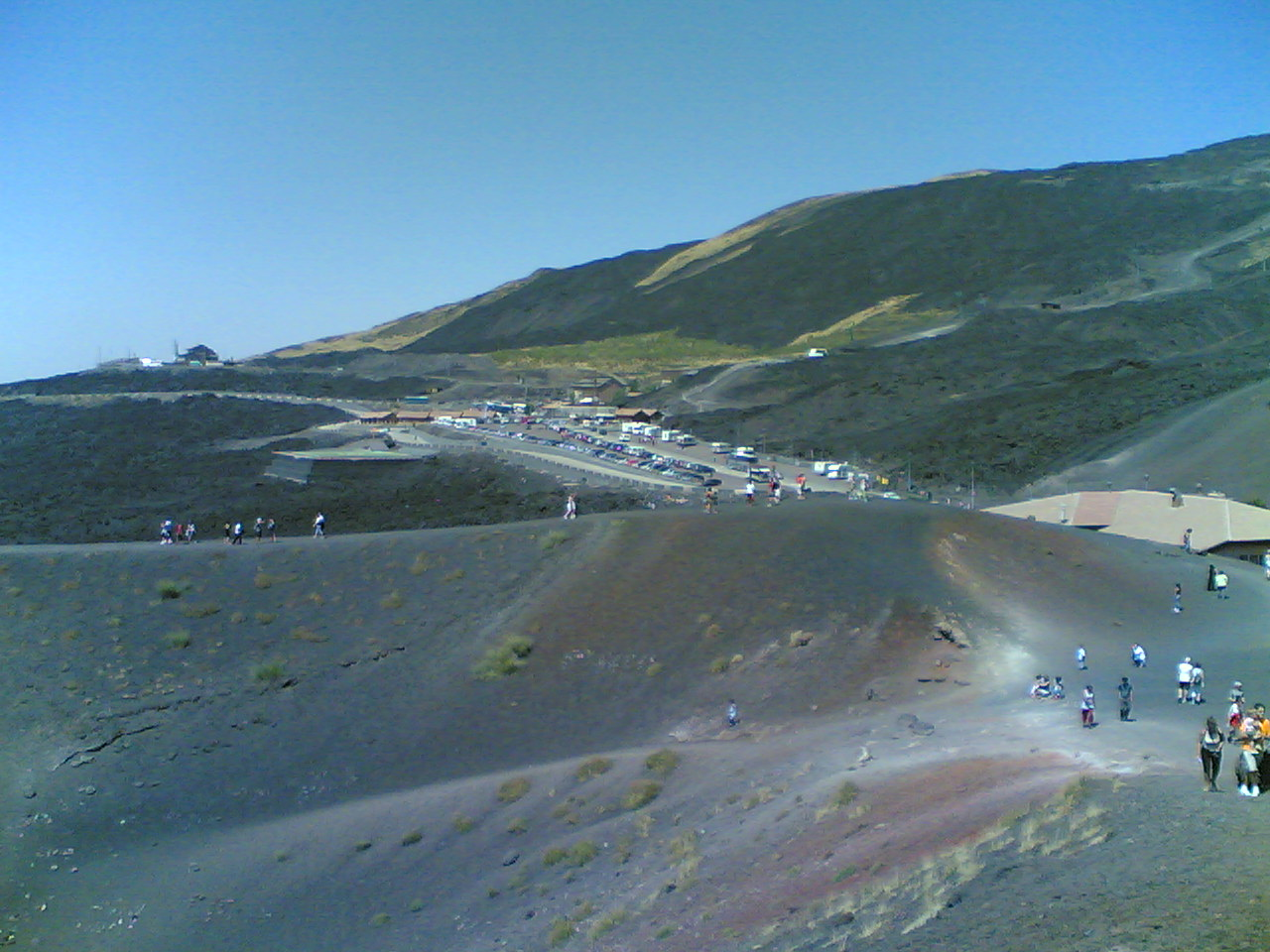